# 莫濟耶 (伊利諾伊州)
莫濟耶（英語：Mozier）是位於美國伊利諾伊州卡爾霍恩縣的一個非建制地區。該地的面積和人口皆未知。

## 地理
莫濟耶的座標為39°17′33″N 90°44′57″W / 39.29250°N 90.74917°W，而該地的平均海拔高度為136米（即446英尺）。